# 苗栗縣私立大成高級中學
苗栗縣私立大成高級中學，簡稱大成高中是位於中華民國苗栗縣頭份市的私立技術型高級中等學校，成立於1946年2月，校址為台灣日治時期的「新竹州農士訓練所」。目前設有科別為汽車科、表演藝術科、時尚造型科、餐飲管理科、資料處理科、實用技能學程。2023學年度因教師僅剩2名導致無法開學，國教署協助在校生轉學，2025年3月限期改善屆滿仍未解除而被教育部高中退審會決議114學年度停招、114學年度結束後停辦。

## 校史
- 1936年2月，新竹州農事所是前身
- 1945年8月，台灣大學試驗林(所 )國衛院前身
- 1946年2月，成立新竹縣私立大成初級中學籌備委員會。9月正式成立。
- 1950年8月，呈報設立高中部。
- 1951年，奉准改為完全中學。
- 1968年，試辦附設高級商業職業類科。
- 1969年，增設機工科、電子設備修護科及商工職業補習學校。
- 1997年，高級部試辦綜合高中，設有學術導向社會組學程、職業導向資訊應用、資訊技術、餐飲服務、機電、護理、美容等七大學程。
- 2017年，設有餐飲科、汽修科、烘培科、美容科、表演藝術科以及餐飲、美容產學班。
- 2018年，新增時尚造型科。
- 2023年2月，因教師僅剩2名而無法開學，國教署介入輔導學生轉學。
- 2025年3月，列為專案輔導學校的大成高中因改善期屆滿仍未獲免除，而遭教育部私立高中退場審議會依《私立高級中等以上學校退場條例》表決通過大成高中將於114學年度停止全部招生、114學年度結束時停辦。[1]

## 外部連結
- 私立大成高級中學 （页面存档备份，存于）（繁體中文）
- 苗栗縣私立大成高級中學 Da Chen Senior High School的Facebook專頁粉絲（繁體中文）

1. ↑  又有2校退場！苗栗大成、臺南新榮將停辦　教育部：未達改善標準，三立新聞網，2025-3-10